# Związek Młodzieży Pracującej „Jedność”
Związek Młodzieży Pracującej „Jedność” – organizacja młodzieżowa związana z Narodową Partią Robotniczą, a od 1937 r. ze Stronnictwem Pracy. Założona w 1923 r. jako Związek Młodzieży, od 1927 r. nosi nazwę ZMP „Jedność”. Początkowo działała głównie na Górnym Śląsku i w Zagłębiu Dąbrowski, po 1927 r. rozszerzyła swą działalność na inne obszary, zwłaszcza Wielkopolskę i Pomorze. ZMP „Jedność” koncentrował się na pracy kulturalno-oświatowej wśród młodzieży robotniczej (zespoły samokształceniowe, kursy zawodowe, odczyty, kółka teatralne, chóry, wycieczki krajoznawcze). W szczytowym okresie rozwoju (1935–1936) liczył 15 tysięcy członków.
Organizacja stała na gruncie solidaryzmu, łącząc postulaty demokracji i reform społecznych z hasłami narodowymi. W latach 1934–1936 pod wpływem grupy śląskich działaczy (m.in. Józefa i Pawła Dubielów) doszło do radykalizacji Związku, który na swej IV Konferencji przyjął deklarację głoszącą konieczność obalenia ustroju kapitalistycznego i potrzebę lewicowej konsolidacji młodzieży (nawiązano nawet kontakty z Komunistycznym Związkiem Młodzieży Polski). W 1937 r. pod naciskiem kierownictwa NPR grupa lewicowa została usunięta z ZMP „Jedność”. 
Czołowi działacze: Józef Dubiel, Zygmunt Felczak, Bronisław Krzemiński, Florian Miedziński, Franciszek Rochowiak. Organy prasowe: „Demokrata”, „Młoda Polska”, „Pochodnia”.